# Irvine Robbins
Irvine „Irv“ Robbins (* 6. Dezember 1917 in Winnipeg, Manitoba, Kanada; † 5. Mai 2008 in Rancho Mirage, Kalifornien, USA) war Mitbegründer der kanadisch-amerikanischen Eiscafé-Kette Baskin-Robbins.

## Biografie
Robbins wurde 1917 in Kanada als Sohn eines Milchhof- und Eiscafébesitzers geboren. Sein Vater Aaron Ernie unterhielt das Eiscafé unter dem Namen The Olympic Store in Tacoma, Washington. Schon als Jugendlicher arbeitete Robbins in der Eisdiele mit.
1942 lernte er Burt Baskin kennen, der seine Schwester Shirley Ernie heiratete. Die beiden freundeten sich rasch an.
Nachdem Robbins 1945 seinen Dienst in der United States Army abgeleistet hatte, gründete er sein eigenes Eiscafé Snowbird Ice Cream in Glendale (Kalifornien). Vier weitere folgten. 1948 schließt er sich mit Burt Baskin zusammen, der mit drei Läden einstieg. Da die neu gegründeten Läden immer mehr Zeit in Anspruch nahmen, entschlossen sich die beiden Firmengründer die Läden als Franchise-Unternehmen zu führen. Sie waren eine der ersten mit dieser Geschäftsidee. Der Erfolg der Eiskette beruht auf dem täglichen Wechsel des Eises und der „Erfindung“ neuer Eissorten.
1953 nahm das Unternehmen dann den Namen Baskins-Robbins an. Die Reihenfolge der Namen wurde per Münzwurf ermittelt. 1967 wurde das Unternehmen für 12 Millionen US-Dollar an die United Fruit Company verkauft. Etwa sechs Monate später stirbt Robbins Partner an einem Herzinfarkt. Robbins selbst blieb weitere elf Jahre Bestandteil der Firma und ging 1978 in den Ruhestand.
Am 5. Mai 2008 verstirbt Robbins nach langer Krankheit. Er hinterlässt eine Ehefrau und drei Kinder. Einer seiner Söhne, John Robbins, widersetzte sich der Familientradition. Er wurde Veganer und Autor des 1987 erschienenen Buches „Diet for a New America: How Your Food Choices Affect Your Health, Happiness and the Future of Life on Earth“. Im Anschluss gründete er die Non-Profit-Organisation „EarthSave“.